# Wierd Osinga
Wierd Osinga (2 mei 1987) is een Nederlandse langebaanschaatser die vanaf seizoen 2006/2007 schaatst voor de gewestlijke selectie van de KNSB Groningen. In de Adelskalender staat hij anno december 2009 op een 143e positie.

## Biografie
Op 14 maart 2008 baarde Osinga opzien toen hij in Calgary de derde seizoenstijd reed op de 10 kilometer. Daarmee haalde hij tevens zo'n 1.15 minuten af van zijn vorige persoonlijk reocrd. Alleen landgenoot Sven Kramer en de Noor Håvard Bøkko reden tijdens het seizoen 2007-2008 sneller op de 10 km.
Ook was Osinga samen met Martin ten Hove jarenlang verantwoordelijk voor de sportcommunicatie bij SchaatsENZO.nl, een site met nieuws over de Nederlandse subtop en het juniorenschaatsen.

## Persoonlijke records
| Afstand      | Tijd     | Datum           | Baan       |
| ------------ | -------- | --------------- | ---------- |
| 500 meter    | 39,27    | 8 maart 2008    | Calgary    |
| 1500 meter   | 1.51,87  | 13 maart 2008   | Calgary    |
| 3000 meter   | 3.55,06  | 13 januari 2008 | Heerenveen |
| 5000 meter   | 6.25,66  | 12 maart 2008   | Calgary    |
| 10.000 meter | 13.10,79 | 14 maart 2008   | Calgary    |